# Birkenhof (Absberg)
Birkenhof (fränkisch: Bürgahuf)  ist ein abgegangener Ortsteil von Enderndorf. Das ehemalige Gelände des Birkenhofs selbst liegt heute inmitten des Igelsbachsees im Fränkischen Seenland in der Marktgemeinde Absberg im Landkreis Weißenburg-Gunzenhausen.

## Lage
Der Hof lag nördlich von Absberg (1400 Meter nordnordwestlich der Kirche) am Waldrand zwischen den Gewässern Igelsbach und Gänsbach, einem Zufluss des Igelsbachs. Die Flur des Birkenhofs wurde mit dem Bau des Igelsbachsees überflutet.

## Geschichte
Der Ortsnamenforscher Robert Schuh bringt zwei Deutungen für den Ortsnamen: „Hof bei den Birken“ oder „Hof am Birkach“ (der Flurname „Birkach“ taucht in zwei Belegen des 14. Jahrhunderts auf). Der „Pirckenhoff“ wurde erstmals Anfang des 16. Jahrhunderts erwähnt. Laut dieser Ende des 17. Jahrhunderts kopierten Urkunde gab Hans Gleich zu Igelsbach Abgaben an das Kloster Heilsbronn von 14 Morgen Land, die beieinander neben dem Weg zu dem Hof lagen. Der Hof wurde spätestens 1515 als Absberger Schafshof betrieben; Weidestreitigkeiten fanden in mehreren Urkunden ihren Niederschlag. Nach einem Beleg von 1608 war der Birkenhof als „Schaffhof mit aller andern Nutzung vundt Zugehör“ nach Absberg vogt- und gültbar; die Fraisch lag beim markgräflich-ansbachischen Amt Gunzenhausen. Ein Beleg von 1652 kündet, dass der Hof zum Deutschordensamt Absberg gehört. Für 1732 erfährt man, dass der Hof nach Absberg gepfarrt ist und den Zehnt für die dortigen Pfarrei zu leisten hat; die hohe Fraisch liegt beim markgräflichen Oberamt Gunzenhausen. Mit diesem wurde der Birkenhof 1792 preußisch. Dabei blieb es bis zum Ende des Heiligen Römischen Reiches.
Die Besitzer der absbergischen Birkenhof-Schäferei wechselten im Laufe der Jahrhunderte mehrmals. Infolge des Reichsdeputationshauptschlusses ging der Hof mit dem ehemaligen Fürstentum Ansbach 1806 an das Königreich Bayern über, wo die Einöde im Landgericht und Rentamt Gunzenhausen ab 1808 zum Steuerdistrikt Absberg und ab 1811 zur Ruralgemeinde Absberg gehörte und durch das Gemeindeedikt von 1818 zur Ruralgemeinde Enderndorf kam. 1925 verkaufte Theobald Hengst den Hof an die Absberger Regens-Wagner-Stiftungseinrichtung „Ottilienheim“. 1932 wurde das Wohnhaus abgebrochen; 1962 stand nur noch eine Scheune des Ottilienheims, die 1975 niederbrannte und zur Gänze abgebrochen wurde. Spätestens seit 1979 gilt die Absberger Gemarkung „Birkenhof“ als abgegangen und wurde schließlich beim Bau des Igelsbach-Stausees in den 1980er Jahren überflutet.

### Einwohnerentwicklung
| Jahr      | 001818 | 001840 | 001861 | 001871 | 001885 | 001900 | 001925 |
| Einwohner | 8      | 10     | 8      | 4      | 4      | 2      | 2      |
| Häuser    | 1      | 1      |        |        | 1      | 1      | 1      |
| Quelle    | [ 10 ] | [ 11 ] | [ 12 ] | [ 13 ] | [ 14 ] | [ 15 ] | [ 16 ] |

## Religion
Der Ort war seit der Reformation evangelisch-lutherisch geprägt und nach Absberg gepfarrt.